# Pasar Lais
Pasar Lais is een bestuurslaag in het regentschap Bengkulu Utara van de provincie Bengkulu, Indonesië. Pasar Lais telt 738 inwoners (volkstelling 2010).